# Suzanne Costamagna
 Suzanne Costamagna, née le 10 juin 1929 et morte le  6 novembre 2001 à Chamonix est une skieuse alpine française. Son nom est souvent orthographié Costamagne.

## Biographie
Elle est la fille de Charles (1897-1966) et Gina (1905-1992) Costamagna.
Elle intègre l'équipe de France de ski en 1949.
Cette même année, elle prend la 4e place des championnats de France de slalom et de slalom géant à Chamonix.
L'année suivante en 1950, elle est sacrée championne de France de slalom à Serre Chevalier.

## Palmarès

### Championnats de France Elite
| Édition / Epreuve                 | Descente | Slalom géant | Slalom | Combiné |
| --------------------------------- | -------- | ------------ | ------ | ------- |
| Championnats 1948 Superbagnères   | 13e      | -            | 5e     | 7e      |
| Championnats 1949 Chamonix        | -        | 4e           | 4e     | -       |
| Championnats 1950 Serre Chevalier | -        | 6e           | Or     | -       |
| Championnats 1951 La Clusaz       | -        | 10e          | -      | -       |
| Championnats 1952 Val d'Isère     | -        | 12e          | 6e     | -       |